# Чечина (Маса-Карара)
Чечина (итал. Cecina) је насеље у Италији у округу Маса-Карара, региону Тоскана.
Према процени из 2011. у насељу је живело 68 становника. Насеље се налази на надморској висини од 403 м.